# Tetracladium setigerum
Tetracladium setigerum är en svampart som först beskrevs av Grove, och fick sitt nu gällande namn av Ingold 1942. Tetracladium setigerum ingår i släktet Tetracladium, ordningen disksvampar, klassen Leotiomycetes, divisionen sporsäcksvampar och riket svampar.   Inga underarter finns listade i Catalogue of Life.